# Phyllanthus wilkesianus
Phyllanthus wilkesianus är en emblikaväxtart som beskrevs av Johannes Müller Argoviensis. Phyllanthus wilkesianus ingår i släktet Phyllanthus och familjen emblikaväxter. Inga underarter finns listade i Catalogue of Life.